# باب جانسون
باب جانسون (انگلیسی: Bob Johnson؛ ‏ ۴ مهٔ ۱۹۲۰ – ۳۱ دسامبر ۱۹۹۳) بازیگر اهل ایالات متحده آمریکا بود. وی بین سال‌های ۱۹۵۶ تا ۱۹۹۱ میلادی فعالیت می‌کرد.
از فیلم‌ها یا مجموعه‌های تلویزیونی که وی در آن‌ها نقش داشته است، می‌توان به مأموریت: غیرممکن اشاره نمود.